# معشوق بانو چترلی (فیلم ۲۰۲۲)
معشوق بانو چترلی (به انگلیسی: Lady Chatterley's Lover)، یک فیلم انگلیسی-آمریکایی در ژانر عاشقانه اروتیک به کارگردانی لوره د کلرمونت تونر است که در سال ۲۰۲۲ منتشر شد. فیلم‌نامهٔ این فیلم توسط دیوید مگی بر پایه رمان کلاسیک عاشق لیدی چترلی اثر دی. اچ. لارنس نوشته شده‌است. بعد از فیلم عاشق لیدی چترلی (۲۰۱۵) این دومین اقتباس تماماً انگلیسی از روی این رمان است. اما کورین و جک اوکانل ستارگان فیلم هستند.
معشوق بانو چترلی نخستین بار سپتامبر ۲۰۲۲ و در جشنواره فیلم تلیوراید نمایش داده شد که با استقبال منتقدان همراه بود و در زمنیه اجرای کورین و اوکانل و وفاداری به رمان ستایش شد. فیلم در تاریخ ۲ دسامبر ۲۰۲۲ توسط نتفلیکس به صورت جهانی منتشر شد.